# Filips van Frankrijk (1131-1161)
Filips van Frankrijk (circa 1131 - 4 september 1161) was prins van Frankrijk en aartsdiaken van Parijs. Hij behoorde tot het huis Capet.

## Levensloop
Filips was de jongste zoon van koning Lodewijk VI van Frankrijk uit diens tweede huwelijk met Adelheid van Maurienne, dochter van graaf Humbert II van Savoye.
Hij was al van kinds af aan bestemd voor een kerkelijke loopbaan. Rond 1147 volgde Filips zijn oudere broer Hendrik op als abt van de kapittelkerken Notre-Dame van Étampes, Notre-Dame van Corbeil, Notre-Dame van Mantes, Notre-Dame van Poissy en Saint-Melon van Pontoise. Vervolgens bekleedde hij nog verschillende andere kerkelijke posities: schatbewaarder van de Sint-Cornelisabdij in Compiègne, deken in Orléans, deken van de Sint-Maartensbasiliek in Tours, kanunnik van de Notre-Dame van Parijs en vanaf 1155 was hij eveneens aartsdiaken van Parijs.
In de jaren 1140 weigerde Filips de bisschop van Meaux te huldigen, nadat laatstgenoemde graan in beslag had genomen als huur voor de Sint-Cornelisabdij in Compiègne. In 1149 bezette hij met een groep gewapende kanunniken en leken deze abdij en liet hij beslag leggen op de schatkist, om te verhinderen dat de beslissing van zijn broer koning Lodewijk VII van Frankrijk en paus Eugenius III om Sint-Cornelis over te dragen aan de abt van de Kathedraal van Saint-Denis werd uitgevoerd. De situatie werd opgelost toen een aantal stadsbewoners van Compiègne de kanunniken uit de abdij verdreven. Dit ging gepaard met weinig geweld, aangezien de stadsbewoners vreesden dat gewelddadige acties als een verwijt aan de koning werden beschouwd.
In 1150 klaagde hij bij paus Eugenius III aan dat kanunniken uit Orléans een kerk binnen zijn dekenaat hadden bezet. Twee jaar later, in 1152, moest zijn broer Lodewijk VII bemiddelen toen Filips in conflict kwam met de kanunniken van de Notre-Dame van Mantes. Filips meende dat hij als abt de macht had om de kanunniken naar zijn hof te sommeren wanneer hij dat wilde. De kanunniken vonden echter dat ze enkel verantwoording schuldig waren aan hun kapittel. Uiteindelijk besliste zijn broer Lodewijk VII, met de steun van de aartsbisschop van Reims, in het voordeel van de kanunniken.
Filips van Frankrijk overleed in november 1161 en werd bijgezet in de Kathedraal van Saint-Denis.